# Xign
xign（サイン、1974年8月10日 - ）は、日本の大阪府出身の音楽プロデューサー、作曲家、編曲家、レコーディング&ミキシング・エンジニア、マニピュレーター。

## 略歴
大学時代よりスタジオ・アシスタント、マニピュレーター、編曲家、音楽専門学校の講師などをこなす。同時にバンド・プロデュース活動も精力的に行い、最多時には二十以上のバンド・ユニットに参加した。その後も独学にて身につけたマルチな才能を活かし、様々な業種をこなす。ジャンル性においてもロックやポップス、ダンス・ミュージック、オーケストラ、器楽曲に至るまで幅広く、時折ラテン音楽やソウルミュージックも含み、クロスオーバーさせる器用さを持つ。アーティストの楽曲サポートをする傍ら、映画、CM、ゲームなど多方面の業務を手がけ、2004年頃にアーティスト名をxignとする。
2005年にDJ t.A.i.とのトランス音楽ユニット、t-xignを結成、楽曲制作を担当。「Fly Away」の大ヒットを皮切りに、ビルボード1位を獲得したD.H.T.の「Listen to your heart」をリミックス。その後も「L.S.D.」「LET ME GO」「P.G.」などヒット作を連発、5社以上に渡り年間数十枚のコンピレーション・アルバムに楽曲が収録。2009年にt-xignを解散し、ソロ活動を再開。方向性をハウスやエレクトロへとシフトした。

## 主な作品

### xign
- portable 『ハジメサセナイ』(kansai onsen records) （プロデュース、2008年）
- 『tatsumaki』(tatsumaki records) （「ヒーロー」など3曲参加、2008年）
- 日本郵政（キャンペーン、2010年）
- NTT東日本フレッツ光（CM、2010年）

など多数

### t-xign
- 『TRICK presents Trance UP!!』（ポニーキャニオン）（6曲参加、2007年）

など多数